# Joe James
 Joe James  va ser un pilot estatunidenc de curses automobilístiques nascut el 23 de maig del 1925 a Saucier, Mississipi.
James va córrer a la Champ Car a les temporades 1951-1952 incloent-hi la cursa de les 500 milles d'Indianapolis d'aquests anys.
Joe James va morir el 5 de novembre del 1952 disputant una cursa a San Jose, Califòrnia.

## Resultats a la Indy 500
| Any    | Cotxe  | Sortida | Vel. mitja | Ranking | Final  | Voltes | V. líder | Retirat     |
| ------ | ------ | ------- | ---------- | ------- | ------ | ------ | -------- | ----------- |
| 1951   | 26     | 30      | 134.098    | 10      | 33     | 8      | 0        | Transmissió |
| 1952   | 14     | 16      | 134.953    | 22      | 13     | 200    | 0        | Va acabar   |
| Totals | Totals | Totals  | Totals     | Totals  | Totals | 208    | 0        |             |

| Curses       | 2 |
| Poles        | 0 |
| Voltes líder | 0 |
| Victòries    | 0 |
| Top 5        | 0 |
| Top 10       | 0 |
| Retirades    | 1 |

## A la F1
El Gran Premi d'Indianapolis 500 va formar part del calendari del campionat del món de la Fórmula 1 entre les temporades 1950 a la 1960.
Els pilots que competien a la Indy durant aquests anys també eren comptabilitats pel campionat de la F1.
Joe James va participar en 2 curses de F1, debutant al Gran Premi d'Indianapolis 500 del 1951.

### Palmarès a la F1
- Participacions: 2
- Poles: 0
- Voltes Ràpides: 0
- Victòries: 0
- Pòdiums: 0
- Punts vàlids per la F1: 0